# Henry Lee III
Henry Lee III (29 de janeiro de 1756 - 25 de março de 1818) foi um político americano e 9º governador da Virgínia, também foi membro da câmara dos representantes dos Estados Unidos por este mesmo estado. Foi um pioneiro patriota e durante a Revolução Americana, Lee serviu como um oficial de cavalaria do Exército Continental e ganhou o apelido de "Light Horse Harry". Lee foi também o pai do general confederado Robert E. Lee.

## Vida e carreira
Lee nasceu próximo de Dumfries, Virgínia, filho de Henry Lee II (1730–1787) da "Leesylvania" e de Lucy Grymes (1734–1792) a "bela da planície". Seu pai era primo de Richard Henry Lee, 12º presidente do Congresso Continental. Sua mãe era uma tia da esposa do governador da Virgínia, Thomas Nelson Jr. Sua bisavó Mary Bland também era uma tia-avó do Presidente Thomas Jefferson.
Lee era neto de Henry Lee I, bisneto de Richard Bland e trineto de William Randolph. Ele também era descendente de Theodorick Bland of Westover e do governador Richard Bennett.

### Carreira militar

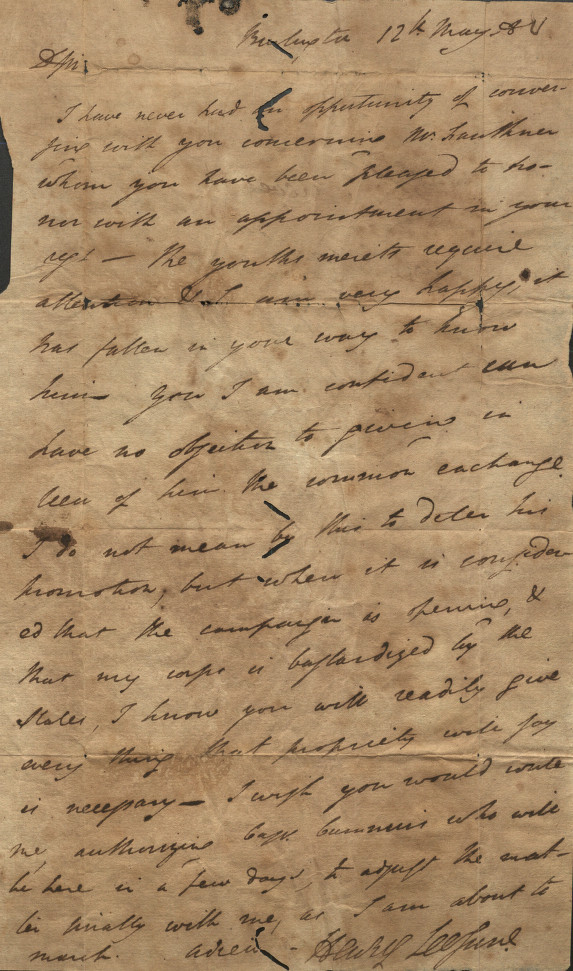
Carta de Henry Lee ao Coronel Shreve, 1780

Lee graduou-se no Colégio de Nova Jersey (agora Universidade de Princeton) em 1773 e seguiu a carreira jurídica. Com o início da guerra revolucionária, tornou-se um capitão do destacamento de infantaria montada da Virgínia, que foi anexado ao 1º Continental Light Dragoons (Regimento montado do Exército Continental). Em 1778, Lee foi promovido para Major e dado o comando de um destacamento misto de cavalaria e infantaria, que ficou conhecida como Legião de Lee, com o qual ele ganhou uma grande reputação como um líder de tropas leves.
Foi durante seu tempo como comandante da Legião que Lee ganhou o apelido de "Light Horse Harry" por sua equitação. Em 22 de setembro de 1779, o Congresso Continental votou presentear Lee com uma medalha de ouro - uma recompensa nunca dada para ninguém com posto abaixo de general - pelas ações da Legião durante a batalha de Paulus Hook em Nova Jersey, em 19 de agosto deste mesmo ano.
Lee foi promovido par tenente-coronel e foi designado com sua legião para a zona de guerra do sul. A Legião de Lee invadiu o posto avançado britânico de Georgetown, Carolina do Sul, com o General Francis Marion em janeiro de 1781 e ajudou o exército americano em sua carreira para o Rio Dan no mês seguinte. Lee uniu-se com General Francis Marion (The Swamp Fox) e ao General Andrew Pickens na Primavera de 1781 para capturar numerosos postos britânicos na Carolina do Sul e na Geórgia incluindo Watson Fort, Fort Motte, Granby Fort, Fort Galphin, Fort Grierson e Fort Cornwallis, Augusta Geórgia. Lee e sua legião também serviram na batalha de Guilford Court House, o "cerco de noventa e seis" e na batalha de Eutaw Springs. Ele esteve presente na rendição de Cornwallis em Yorktown, mas deixou o exército pouco depois alegando cansaço e decepção com seu tratamento pelos colegas oficiais. Durante a rebelião do whiskey (insurreição contra alta de impostos), Lee comandou os 13 000 milicianos enviados para acalmar os rebeldes.

### Casamentos e filhos

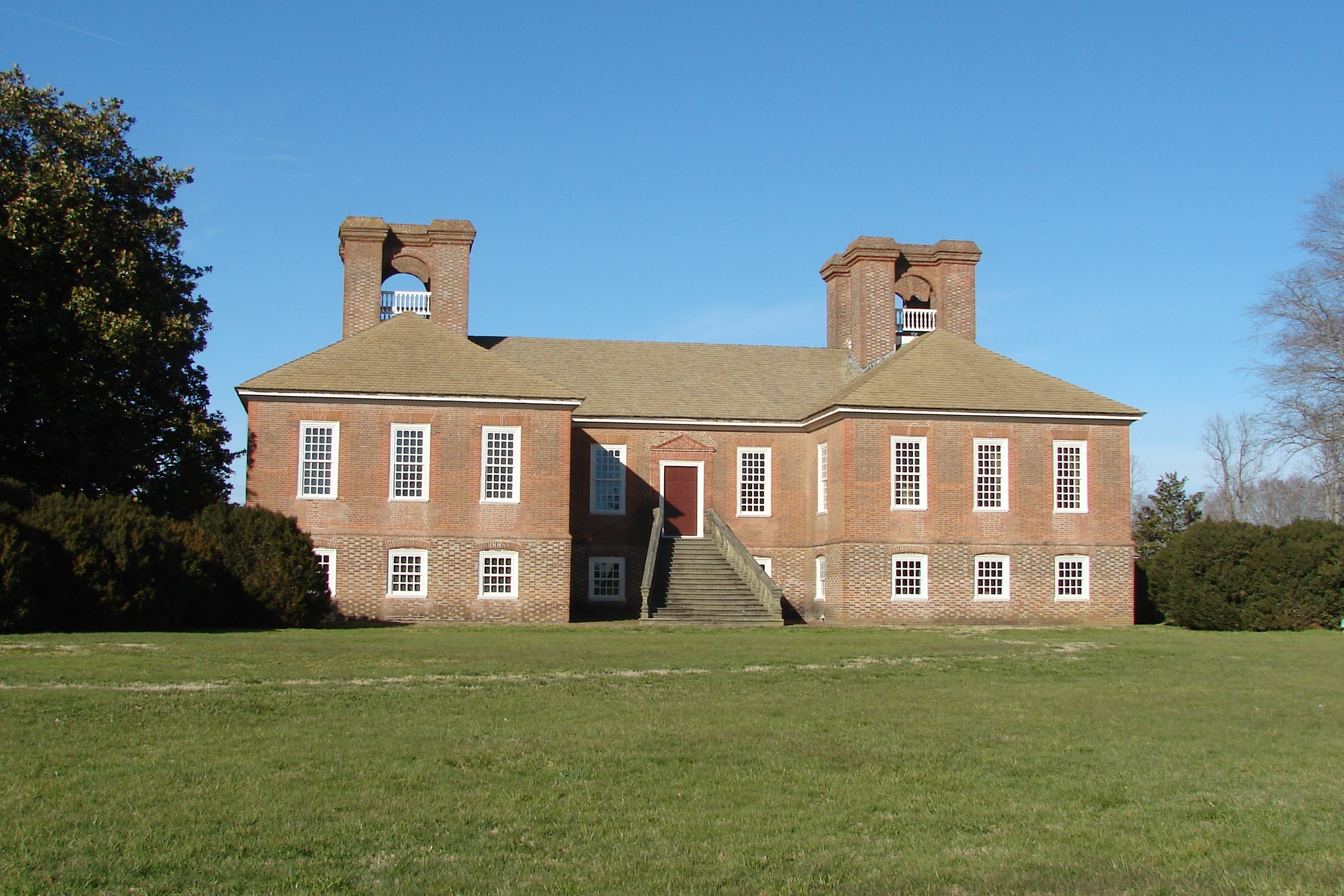
Stratford Hall, Condado de Westmoreland, Virgínia

Em abril de 1782, no Stratford Hall (residência de quatro gerações da família Lee), Lee casou com sua prima segunda, Matilda Ludwell Lee (1764–1790), que era conhecido como "a divina Matilda". Matilda era filha de Philip Ludwell Lee e de Elizabeth Steptoe. Matilda teve três filhos antes de falecer em 1790:
- Philip Lee (1784–1794);
- Lucy Lee (1786–1860);
- Henry Lee IV (1787–1837), foi um historiador, escritor, tendo elaborado os discursos de John C. Calhoun e do candidato presidencial Andrew Jackson, ajudando este último a escrever o seu discurso de posse.

Em 18 De junho de 1793, Lee casou-se com a rica Anne Hill Carter (1773–1829) em Shirley Plantation. Ana era filha de Charles Carter Esq. Shirley e sua esposa Ann Butler Moore. Ela era uma descendente do rei Roberto II da Escócia através do 2º Conde de Crawford. Eles tiveram seis filhos:
- Algernon Sidney Lee (1795–1796);[7]
- Charles Carter Lee (1798–1871);
- Anne Kinloch Lee (1800–1864);
- Sydney Smith Lee (1802–1869);
- Robert Edward Lee (1807–1870), o quinto filho de Henry e Anne, que serviu como general-em-chefe dos Confederados durante a Guerra Civil Americana. Robert E. Lee classifica-se entre os soldados americanos mais famosos e reverenciados da história dos Estados Unidos, e suas campanhas ainda são estudadas por estrategistas militares e historiadores de todo o mundo.
- Mildred Lee (1811–1856).

### Política
De 1786 a 1788 Lee foi um delegado no Congresso Continental, e no ano da última chamada da Convenção da Virgínia, ele favoreceu a adoção da Constituição dos Estados Unidos. De 1789 a 1791, serviu na Assembleia Geral e, a partir de 1791 a 1794, foi governador da Virgínia.
Em 1794, Lee acompanhou Washington para ajudar reprimir a Rebelião do Whiskey (insurreição contra alta de impostos) no oeste da Pensilvânia. Um novo Condado na Virgínia foi nomeado em sua homenagem por seu governo. Henry Lee foi um major-general do exército dos EUA em 1798–1800. De 1799 a 1801, ele serviu na Câmara dos representantes dos Estados Unidos. Ele brilhantemente elogiou Washington para uma multidão de 4 000 no funeral do ex-presidente em 26 de dezembro de 1799: "primeiro na guerra, primeiramente na paz e primeiramente nos corações de seus compatriotas".
A crise financeira de 1796–1797 e a falência de Robert Morris reduziram a fortuna de Lee. Ele cumpriu pena de um ano na prisão de devedores em Montross, Virgínia, quando seu filho Robert Edward Lee tinha apenas dois anos.

### Morte

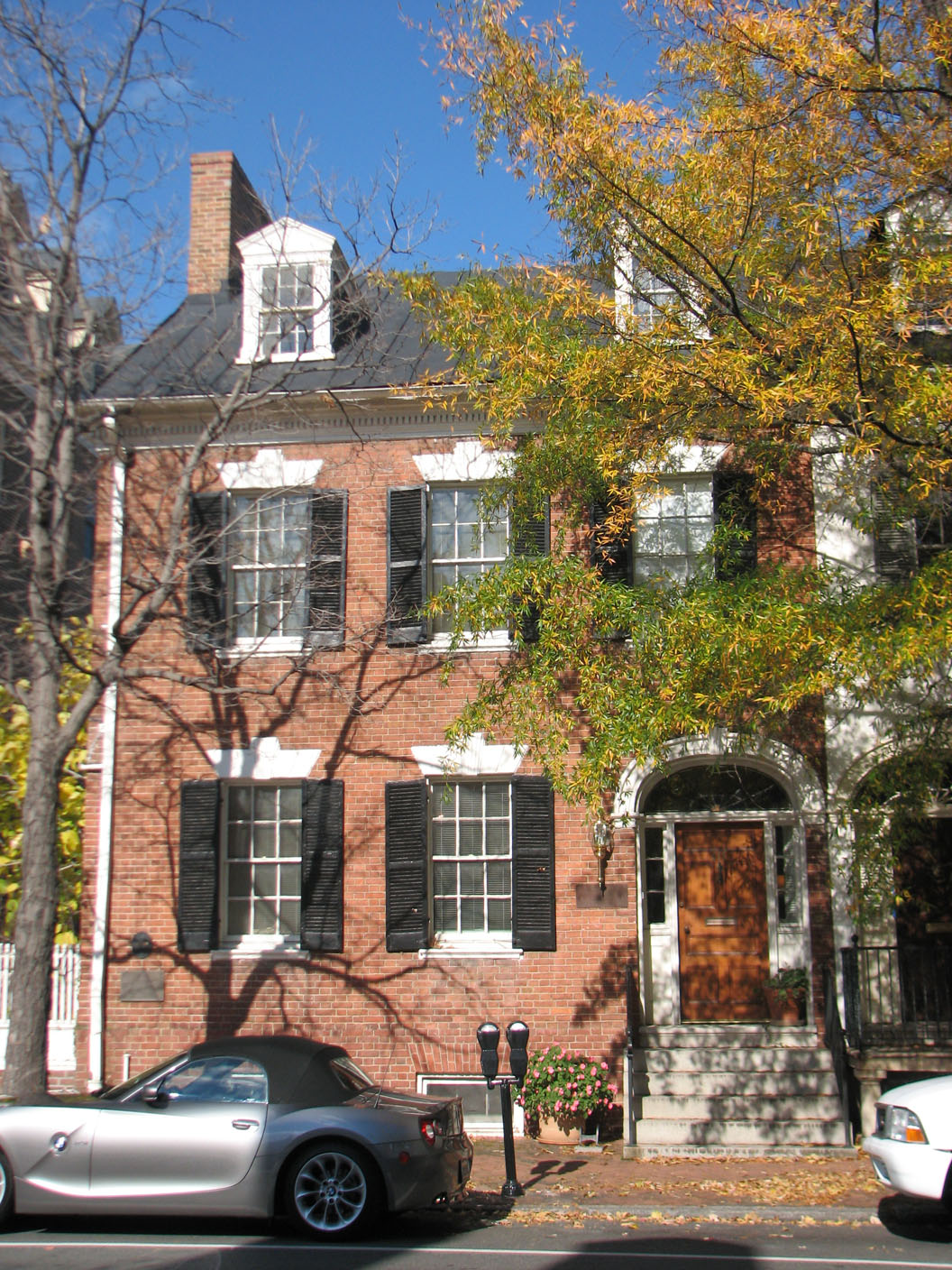
Residência histórica de Lee em Alexandria, Virginia.

Em 27 de julho de 1812, Lee recebeu ferimentos graves enquanto ajudava resistir a um ataque contra seu amigo, Alexander Contee Hanson, editor de um jornal de Baltimore, o The Federal Republican. Hanson foi atacado por multidão composta por Democrata-Republicanos, porque seu jornal se opôs a guerra de 1812. Lee,  Hanson, e  outros federalistas haviam se refugiado nos escritórios do jornal. O grupo se rendeu para as autoridades da cidade de Baltimore no dia seguinte e foram presos. O trabalhador George Woolslager levou uma multidão que forçou a fuga do grupo da cadeia e após combateram com os federalistas durante três horas. Um federalista, James Lingan, morreu.
Lee sofreu extensas lesões internas, bem como ferimentos na cabeça e face, até mesmo para falar ficou prejudicado. Lee mais tarde partiu para West Indies em um esforço para recuperar-se de seus ferimentos. Ele morreu em 25 de março de 1818, em Dungeness, na Ilha de Cumberland, Geórgia.
Lee foi enterrado com todas as honras militares fornecidas por uma frota americana atracada perto de St. Marys. Em 1913, seus restos mortais foram removidos para a cripta da família na capela de Lee, no campus de Washington & Lee University, em Lexington, Virginia.

## Na cultura popular
O personagem do coronel Harry Burwell no filme O Patriota foi inspirado nos feitos históricos de Lee. Também no musical "1776" o alcunha de Lee é mencionado (anacronicamente) durante uma canção The Lees of Old Virginia.

## Trabalhos publicados
- Lee, Henry, and Robert E. Lee. Memoirs of the War in the Southern Department of the United States. Eyewitness accounts of the American Revolution. [New York]: New York times, 1969. (originally published 1812; 3rd ed. published in 1869, with memoir by his son Robert E. Lee)

## Fonte da tradução
- Este artigo foi inicialmente traduzido, total ou parcialmente, do artigo da Wikipédia em inglês cujo título é «Henry Lee III».